# Salim Ben Boina
Salim Ben Boina (ur. 19 lipca 1991 w Marsylii) – komoryjski piłkarz grający na pozycji bramkarza. Od 2021 jest piłkarzem klubu US Marseille Endoume.

## Kariera klubowa
Swoją karierę piłkarską Ben Boina rozpoczął w klubie SC Montredon Bonneveine, w którym grał w latach 2011–2012. W latach 2012–2014 grał w szóstoligowym AS Gardanne. W latach 2014–2017 występował w trzecioligowym GS Consolat. Wiosną 2018 grał w czwartoligowym FC Martigues, a w sezonie 2018/2019 ponownie grał w Athlético Marseille. W latach 2019–2021 znów grał w FC Martigues, a latem 2021 przeszedł do piątoligowego US Marseille Endoume.

## Kariera reprezentacyjna
W reprezentacji Komorów Ben Boina zadebiutował 13 czerwca 2015 w przegranym 0:2 meczu kwalifikacji do Pucharu Narodów Afryki z Burkiną Faso, rozegranym w Wagadugu. W 2022 został powołany do kadry na Puchar Narodów Afryki 2021. Na tym turnieju rozegrał dwa mecze grupowe z Marokiem (0:2) i z Ghaną (3:2).